# جاريل مارتن
جاريل مارتن (بالإنجليزية: Jarell Martin)‏ مواليد 24 مايو 1994 في باتون روج، هو لاعب كرة سلة أمريكي. بدأ مسيرته الاحترافية في سنة 2015. تم اختياره من قبل فريق ميمفيس غريزليس خلال الدرافت ويلعب معه في الرابطة الوطنية لكرة السلة. يحمل الرقم 1. يبلغ طوله 6 قدم 10 بوصة (2.1 م).

## إحصائيات المسيرة

### الموسم الاعتيادي
| السنة   | الفريق         | لعب | بدأ | دقيقة | ميداني% | ثلاثية | حرة  | ارتداد | صنع | استلاب | تصدي | نقطة |
| ------- | -------------- | --- | --- | ----- | ------- | ------ | ---- | ------ | --- | ------ | ---- | ---- |
| 2015–16 | ميمفيس غريزليس | 27  | 0   | 14.1  | .466    | .000   | .730 | 3.2    | .6  | .3     | .3   | 5.7  |
| المسيرة | المسيرة        | 27  | 0   | 14.1  | .466    | .000   | .730 | 3.2    | .6  | .3     | .3   | 5.7  |

### الأدوار الإقصائية
| السنة   | الفريق         | لعب | بدأ | دقيقة | ميداني% | ثلاثية | حرة  | ارتداد | صنع | استلاب | تصدي | نقطة |
| ------- | -------------- | --- | --- | ----- | ------- | ------ | ---- | ------ | --- | ------ | ---- | ---- |
| 2016    | ميمفيس غريزليس | 2   | 0   | 23.0  | .375    | .000   | .500 | 3.5    | .5  | 1.5    | .0   | 4.5  |
| المسيرة | المسيرة        | 2   | 0   | 23.0  | .375    | .000   | .500 | 3.5    | .5  | 1.5    | .0   | 4.5  |

## روابط خارجية
- جاريل مارتن على موقع الدوري الأوروبي لكرة السلة (الإنجليزية)
- جاريل مارتن على موقع إن بي أي (الإنجليزية)
- جاريل مارتن على موقع سبورتس رفرنس (الإنجليزية)
- جاريل مارتن على موقع كرة السلة الأوروبية.كوم (الإنجليزية)
- جاريل مارتن على موقع إي إس بي إن.كوم (الإنجليزية)
- جاريل مارتن على موقع كلية كرة السلة في سبورتس رفرنس.كوم (الإنجليزية)
- جاريل مارتن على موقع ريلجم (الإنجليزية)
- جاريل مارتن على موقع بروبوليرز (الإنجليزية)
- جاريل مارتن على موقع سبورتس رفرنس (الإنجليزية)
- جاريل مارتن على موقع سبورتس رفرنس (الإنجليزية)